# Christine McVie
Christine Anne McVie, nata Perfect (Bouth, 12 luglio 1943 – Londra, 30 novembre 2022), è stata una cantautrice e tastierista britannica.
È celebre per aver fatto parte dei Fleetwood Mac per oltre un trentennio, pur avendo realizzato anche tre album da solista. Come componente dei Fleetwood Mac ha vinto due Grammy. Fa inoltre parte della Rock & Roll Hall of Fame e ha ricevuto un BRIT Award per l'eccezionale contributo alla musica (1998). Nel 2014 le è stato assegnato un premio Ivor Novello alla carriera dall'Accademia britannica dei cantautori, compositori e autori.

## Biografia

### Primi anni
Nata nel piccolo villaggio inglese di Bouth, nel Lake District, è cresciuta a Smethwick, una città industriale nei pressi di Birmingham dove il padre Cyril Percy Absell svolgeva l'attività di violinista e insegnante di musica presso il St Peter's College (il nonno di Christine era stato invece organista all'Abbazia di Westminster). La madre, Beatrice, era una medium ritenuta dotata di poteri paranormali.
Benché Christine fosse stata avviata allo studio del pianoforte nei primissimi anni di vita, fu solo a undici anni che iniziò ad applicarsi seriamente, quando venne riavvicinata allo strumento da Philip Fisher, un musicista locale e compagno di scuola del fratello maggiore John. A quindici anni, tuttavia, Christine si interessò al rock and roll quando proprio suo fratello le fece ascoltare un album di Fats Domino.
Christine studiò scultura in una scuola d'arte di Birmingham per cinque anni con lo scopo di diventare un'insegnante, e durante questo periodo incontrò alcuni musicisti della scena blues inglese. Il suo primo sconfinamento nel campo della musica avvenne incontrando in un pub due amici, Stan Webb ed Andy Silvester, che suonavano in un gruppo chiamato Sounds Of Blue, a cui mancava un bassista. Conoscendo il talento musicale di Christine, le proposero di entrare a far parte del gruppo. Dopo cinque anni, Christine conseguì il diploma alla scuola d'arte ma a quel punto i Sounds of Blue si erano già sciolti. Nello stesso periodo, le capitò spesso di cantare con Spencer Davis.
Fresca di diploma, Christine si rese conto di non avere abbastanza denaro per sfondare nel campo dell'arte, per cui si trasferì a Londra per lavorare come vetrinista in un grande magazzino. Nel 1967 apprese che i suoi ex compagni di band, Silvester e Webb, stavano formando un gruppo blues, i Chicken Shack, e cercavano un pianista, così scrisse loro chiedendo di unirsi a loro, venendo accettata.

### Carriera nei Fleetwood Mac (1970-1998 e 2014-2022)

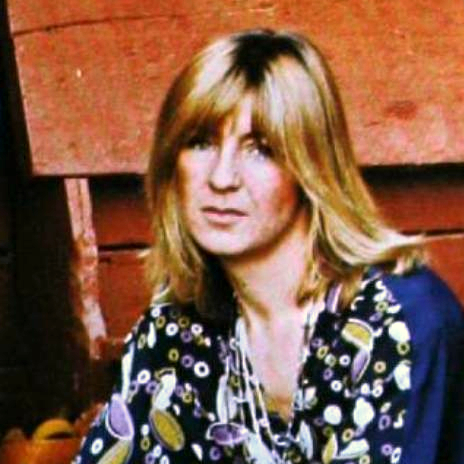
Christine McVie nel 1977

La prima collaborazione di Christine con i Fleetwood Mac (di cui la giovane era appassionata ascoltatrice) avvenne nel 1968, quando la band le chiese di suonare le parti al pianoforte delle canzoni di Peter Green nell'album Mr. Wonderful. Successivamente aiutò il gruppo come corista e dipingendo la copertina di Kiln House.
Dopo aver sposato John McVie nel 1970, Christine si unì stabilmente al gruppo. L'ingresso di Christine avvenne appena dopo l'abbandono del fondatore Peter Green: da fan della band conosceva tutti i testi delle loro canzoni e fu utile a sostituire Green in tournée. Con il tempo Christine (che decise di assumere il cognome del marito) diventò un membro integrante dei Fleetwood Mac, come cantante e tastierista.
Nel 1976 iniziò una relazione extraconiugale con il lighting director della band, che la ispirò a scrivere il brano You Make Loving Fun, contenuta nell'album Rumours, uno dei più venduti di tutti i tempi. Dopo il divorzio da John McVie, Christine si risposò nell'ottobre del 1986 con il tastierista portoghese Eddy Quintela, che diventò coautore di molte canzoni inserite nei successivi album dei Fleetwood Mac.
Dopo un periodo di alti e bassi con la band, Christine ne uscì nel 1998, decidendo di star lontano dai riflettori fino al 2000 per dedicarsi alla famiglia. Nel 2003 divorziò da Quintela, mentre l'anno successivo pubblicò un album solista intitolato In the Meantime. Nel 2014 è rientrata nei Fleetwood Mac. Nel 2017 realizzò un album collaborativo con Lindsey Buckingham intitolato semplicemente Lindsey Buckingham Christine McVie, che raggiunse la posizione 17 nella Billboard 200.
Il 30 novembre 2022 è morta all'età di 79 anni a causa di un ictus ischemico dovuto a un cancro.

## Discografia

### Con i Fleetwood Mac
- 1968 - Mr. Wonderful
- 1969 - Then Play On
- 1970 - Kiln House
- 1971 - Future Games
- 1972 - Bare Trees
- 1973 - Penguin
- 1973 - Mystery to Me
- 1974 - Heroes Are Hard to Find
- 1975 - Fleetwood Mac
- 1977 - Rumours
- 1979 - Tusk
- 1982 - Mirage
- 1987 - Tango in the Night
- 1990 - Behind the Mask
- 1995 - Time

### Album da solista
- 1970 - Christine Perfect
- 1984 - Christine McVie
- 2004 - In the Meantime

### Split album
- 1977 - Albatross come Christine Perfect, con Fleetwood Mac
- 2017 - Lindsey Buckingham/Christine McVie con Lindsey Buckingham

### Con i Chicken Shack
- 1968 - Forty Blue Fingers, Freshly Packed And Ready To Serve
- 1969 - OK Ken